# Курятмасово
Курятма́сово (рос. Курятмасово, башк. Ҡоръятмаҫ) — село у складі Давлекановського району Башкортостану, Росія. Входить до складу Алгинської сільської ради.
Населення — 634 особи (2010; 607 в 2002).
Національний склад:
- башкири — 98 %